# Osvald Moberg
Karl Osvald (Osvald) Moberg (Stockholm, 14 september 1888 - aldaar, 22 december 1933) was een Zweeds turner.
Moberg won tijdens de Olympische Zomerspelen 1908 de gouden medaille met het Zweedse team in de meerkamp.

## Olympische Zomerspelen
| Jaar | Plaats | Resultaten |
| ---- | ------ | ---------- |
| 1908 | Londen | team       |